# Joodse begraafplaats (IJsselmuiden)
De Joodse begraafplaats te IJsselmuiden in Overijssel dateert uit 1829 toen de begraafplaats voor de Joodse inwoners van Kampen werd verplaatst van Kampen naar IJsselmuiden, aan de andere zijde van de IJssel.

## Geschiedenis
Al in de 14e eeuw woonden er Joden in de stad Kampen. Het was daarmee de oudste Joodse gemeenschap in de provincie. Na de komst van Portugese Joden in de 17e eeuw vestigden zich in de 18e eeuw ook Hoogduitse Joden in Kampen. In 1764 werd in Kampen de eerste begraafplaats voor Joden in gebruik genomen. Deze begraafplaats nabij de Venepoort heeft meer dan vijftig jaar dienstgedaan. In 1829 werd besloten om een nieuwe begraafplaats in te richten aan de overzijde van de IJssel, in IJsselmuiden. De oude begraafplaats in Kampen werd gesloten. In 1843 werd een aantal graven overgebracht naar een terrein, dat aan de overkant van de oude begraafplaats was gelegen. Uiteindelijk werden ook deze graven in 1947 overgebracht naar de nieuwe begraafplaats in IJsselmuiden. In het totaal bevat de Joodse begraafplaats van IJsselmuiden 250 grafstenen. In 1985 werd de begraafplaats door een steenhouwer uit Kampen gerestaureerd. De gemeente Kampen heeft zich verplicht om gedurende 100 jaar de Joodse begraafplaats te onderhouden.
Het toegangshek naar de begraafplaats vermeldt de volgende tekst: "Merk dit wel op, O wereldling, O gij uit stof gevormde, bekeer u en wordt hemeling tot Hem die u eens vormde. Bekeer u daar het is nog tijd, eer gij weer stof geworden zijt".

## Zie ook

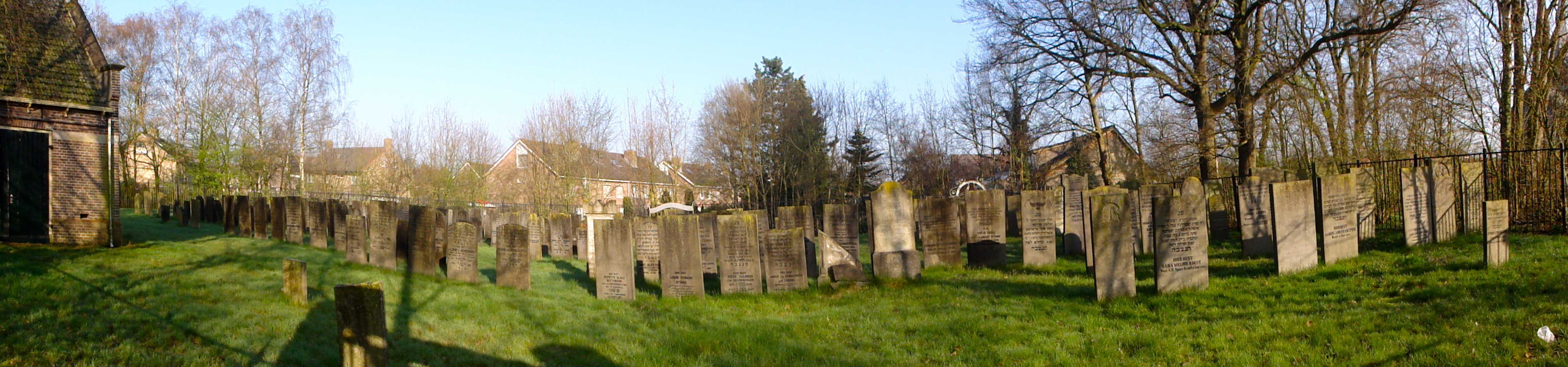
Joodse begraafplaats IJsselmuiden